# Edwin Blake Payson
 Edwin Blake Payson (1893 - 1927 ) fue un botánico estadounidense.

## Algunas publicaciones
- 1908.  The North American species of Aquilegia. Contributions from the United States National Herbarium
- 1908. Miscellaneous papers (University of Wyoming publications in science)
- 1915.  New and noteworthy plants from Southwestern Colorado. Ed. Botanical Gazette
- 1922.  A synoptical revision of the genus Cleomella Univ. of Wyoming publications in sci.
- 1923.  A Monographic Study of Theypodium and Its Immediate Allies.
- 1926.  Thlaspi, Oreocarya, and Erigeron Univ. of Wyoming publications in sci.
- 1927.  A monograph of the section Oreocarya of Cryptantha

### Libros
- 1922.  Species of Sisymbrium native to America north of Mexico (University of Wyoming publications in science). 27 pp.
- 2005.  A Monograph Of The Genus Lesquerella. Ed. Kessinger Publishing. 136 pp. ISBN 1-4179-6555-X

## Honores

### Eponimia
Género
- (Brassicaceae) Paysonia O'Kane & Al-Shehbaz[1]

Especies (30 registros)
- (Boraginaceae) Cryptantha paysonii (J.F.Macbr.) I.M.Johnst.[2]

- (Brassicaceae) Dryopetalon paysonii (Rollins) Al-Shehbaz[3]

- (Fabaceae) Astragalus paysonii (Rydb.) Barneby[4]
- La abreviatura «Payson» se emplea para indicar a Edwin Blake Payson como autoridad en la descripción y clasificación científica de los vegetales.[5]